# Ismenis
Ismênis var en najadnymf i grekisk mytologi. Hon bodde i floden Ismenos som låg nära staden Thebe i Boiotien. Hennes far hette Ismenos och var flodgud i den flod där de bodde.
Ismenis var älskad av guden Pan och hon fick med honom sonen Krenaios, som stred i kriget De sju mot Thebe.